# Біл Бейлі
Марк Роберт Бейлі (відомий під сценічним ім'ям Білл Бейлі англ. Bill Bailey; нар. 13 січня 1965) — англійський комік, музикант і актор. Бейлі відомий своєю роллю Менні у британському ситкомі «Книгарня Блека» та виступами на британських телешоу «Не майте на увазі канюків», «Чи маю я для вас новини» та «QI», а також своєю як стендап комік.
Бейлі був визнаний виданням «The Observer» одним із 50 найсмішніших акторів британської комедії в 2003 році. У 2007 році, і знову в 2010 році, він посів сьомі місце серед 100 найкращих стендапів Channel 4.

## Раннє життя
Бейлі народився в Баті, Сомерсет. До 2018 року, коли він повідомив правильну дату, день народження Бейлі був помилково записаний ЗМІ як 24 лютого. Більшу частину свого дитинства він провів у Кейншем, містечку, розташованому між Батом та Брістолем на заході Англії . Його батько був лікарем, а мати медсестрою. Його бабуся і дідусь по материнській лінії жили у прибудові, збудованій збоку будинку його дідом по материнській лінії, який був каменярем і будівельником. Дві кімнати в передній частині сімейного будинку були для операційб які проводив його батько.
Бейлі здобув освіту в школі короля Едварда, незалежній школі в Баті де спочатку він одним за найркащих учнів. Приблизно у віці 15 років він почав відволікатися від навчання, коли спробував себе учасником шкільної групи під назвою «За закритими дверима», яка грала переважно оригінальні твори. Бейлі має класичну музичну освіту і був єдиним вихованцем у його школі, який склав музику на відмінно. Саме тут йому дали прізвисько Білл.
Він хотів отримати ступінь з англійської філології у Вестфілдському коледжі Лондонського університету, але через рік пішов. Отримав диплом юриста Лондонського музичного коледжу. Акторські ролі включали участь у постановці Робітничої революційної партії під назвою «Друкарі», в якій також брали участь Ванесса Редгрейв і Френсіс де ла Тур.

## Кар'єра

### Ранні стендапи
Бейлі розпочав гастролі по країні з такими гумористами, як Марк Ламарр. У 1984 році він створив дует «Rubber Bishops» з Тобі Лонгворт. Саме там Бейлі почав розробляти власний стиль, змішуючи в музичних пародіях деконструкції або варіації традиційних жартів («Скільки амеб потрібно, щоб змінити лампочку? Одна, ні, дві! Ні чотири! Ні вісім. . . »). Згідно з комедійним фольклором, після того, як рецензент одного разу розкритикував його вчинок за відсутність жартів, Бейлі повернувся наступної ночі в коледж королеви Маргарет в Единбурзі, щоб виконати сет, повністю складений з панчів. Лонгворт покинув дует у 1989 році, й його замінив Мартін Стаббс.
Пізніше Стаббс покинув стендап, щоб зайнятися більш серйозною кар'єрою, і в 1994 році Бейлі виконав «Рок» на Единбурзькому фестивалі разом із Шоном Локом — шоу про старіючу рок-зірку за сценарієм редактора комедійного фільму Джима Міллера. Пізніше він був серіалізований для шоу Марка Редкліффа на BBC Radio 1.
Наступного року він почав виступати соло з моноспектаклем «Космічний джем Білла Бейлі».
Підтримавши Донну Макфейл у 1995 році та вигравши нагороду «Тайм-аут», він повернувся до Единбурга в 1996 році з шоу, яке було номіновано на премію «Пер'є Комедія». Серед інших номінантів був майбутній зірковий колега «Книгарні Блека» Ділан Моран, котрий лише трохи випередив його у голосуванні на присудження премії.
Бейлі виграв нагороду за найкращий стендап від British Comedy Awards в 1999 році.

### Телебачення
Хоча в 1996 році він ні зміг виграти премію Perrier Comedy Awards, номінації було достатньо, щоб його помітили, і в 1998 році Бі-Бі-Сі дала йому власне телевізійне шоу «Це Білл Бейлі?». Телевізійний дебют Бейлі відбувся в дитячому шоу Motormouth» наприкінці 1980-х — гра на фортепіано для собаки, яка читає думки. Бейлі згадував про досвід у шоу BBC Room 101 з Полом Мертоном у 2000 році. У 1991 році він виступав у стендап-шоу, таких як «The Happening», Packing Them In», «The Stand Up Show» та «The Comedy Store». Він також виступив капітаном у двох панельних іграх, пілоті музичної вікторини ITV під назвою Pop Dogs та науково-фантастичній вікторині Channel 4 «Space Cadets». «Це Білл Бейлі?» було його першим власним шоу.
Протягом наступних кількох років Бейлі виступав у таких шоу, як «Have I Got News for You», «World Cup Comedy», «Room 101», «Des O'Connor Tonight», «Coast to Coast» та три епізоди позакореневого ситкому Channel 4 «Spaced», в яку він зіграв менеджера коміксів магазину Більбо Бегшота. У 1998 році Ділан Моран звернувся до нього з пілотним сценарієм «Книгарні Блека», комедії про мізантропічного власника книгарні, його симпатичного помічника та їх соціально незграбну подругу. Він був випущений в 2000 році. Бейлі зіграв помічника головного героя Менні Б'янко, Моран зіграв господаря книгарні Бернарда, а Тамсін Грейг — їхню подругу Френ.
Білл Бейлі зіграв Droxil — Рейнджера збору врожаю з планети Андрозані Майор, у Різдвяному спешелі 2011 року «Доктор Хто» під назвою «Доктор, вдова та гардероб».

## Особисте життя
Бейлі підтримує Queens Park Rangers і описує себе завзятим шанувальником «Зоряного шляху». Він живе в Хаммерсміті зі своєю дружиною Крістін, з якою одружився у 1998 році, та їхнім сином Даксом, 2003 року народження
У нього також є домашня рослина, названа на його честь, Nepenthes x Bill Bailey.

## Активізм
Бейлі — визнаний фемініст та підтримує Товариство Фосетта. Він також є видатним захисником чоловічих проблем, зокрема раку передміхурової залози та кампанії «Men United». Бейлі є покровителем Міжнародної програми порятунку тварин і відіграв важливу роль у кампанії організації з порятунку танцюючих ведмедів. Він також проводив агітацію за Суматранське товариство орангутангів . За свої роботи з охорони навколишнього середовища він отримав почесну докторську ступінь з питань охорони та стійкості в Австралійському університеті Сонячного узбережжя в жовтні 2014 року.

## Фільмографія
- Радіо-шоу Джеймса Кита (серіал) (близько 1990 р.) (Гість)
- Покоївка Меріан та її Веселі чоловіки (1992). Придворний шут Камея королю Джону
- Синє небо (1994)
- Притулок (1996)
- Space Cadets (1997) (капітан штатної команди)
- Це Білл Бейлі? (1998)
- Закумарені (1999—2001)
- Чи маю я для вас новини (гість 1999, 2001, 2005; запрошений ведучий 2007, 2008, 2009, 2011)
- Збереження благодаті (2000)
- Книгарня Блека (2000—2004)
- Джонатан Крик
  - «Димар сатани» (2001)
  - «Манекен кравця» (2003)
- Дикий Захід (2002—2004)
- Never Mind the Buzzcocks (2002—2008) (капітан штатної команди)
- QI (2003– по теперішній час) (Частий гість)
- «15 поверхів високий»   — «Свято» (2004)
- Автостопом по галактиці (2005) (Голос кашалота)[22]
- Лібертін (Мала епізодична роль радника Англії Карла II).
- Wild Thing I Love You (2006) (Ведучий)
- Top Gear (зірка в автомобілі з розумною ціною / підроблена Анджеліна Джолі)
- Круті фараони (2007)
- Біжи, Товстуне, біжи (2007) (Камео)
- Скіни (2008)
- Любовний суп (2008)
- Нас найбільше розважає (2008) (разовий спец)
- Метушня (як «Циклоп»)
  - «Повернення блудного» (2009)
  - «Шукач діамантів» (2009)
  - «Живопис пальцем Пікассо» (2012)
- Стів Світ (2009)
- Берк і Заєць (2010)
- Біна Бейлі «Спостереження за птахами» (2010)
- Моя жахлива няня: великий вибух (2010)
- Розмова про ваше покоління (2010); один епізод
- Великий сплеск Джо Бренда (2011); один епізод
- Chalet Girl (2011)[23]
- Доктор Хто   — Лікар, вдова та гардероб (2011)[24]
- Це Кевін (2013)
- Таємне життя еволюції (2013)
- Великий тур (серіал) (2018); Обличчя знаменитостей, серія 2, епізод 5
- Великий злий лис та інші історії … (2018)
- У довгостроковій перспективі (2018)
- Strictly Come Dancing (2020)